# APM Music

APM Music

APM Music é uma companhia de produção de músicas. Muitas faixas de músicas da APM Music são usadas nos desenhos animados como Ren & Stimpy e Bob Esponja, e principalmente na dublagem brasileira para os seriados Chaves e Chapolin Colorado. A NFL Films tem um empreendimento conjunto entre ela e a APM Music onde músicas são compostas para toda mídia da NFL. Um compositor notável da APM é Sam Spence.
A APM Music também foi uma grande afiliada para divisão de produção de música para a Eletronic Arts.

## Artistas notáveis
- Laurie Johnson
- Gerhard Narholz
- Sam Spence
- John Charles Fiddy
- Tony Hymas